# 1-я отдельная чехословацкая танковая бригада

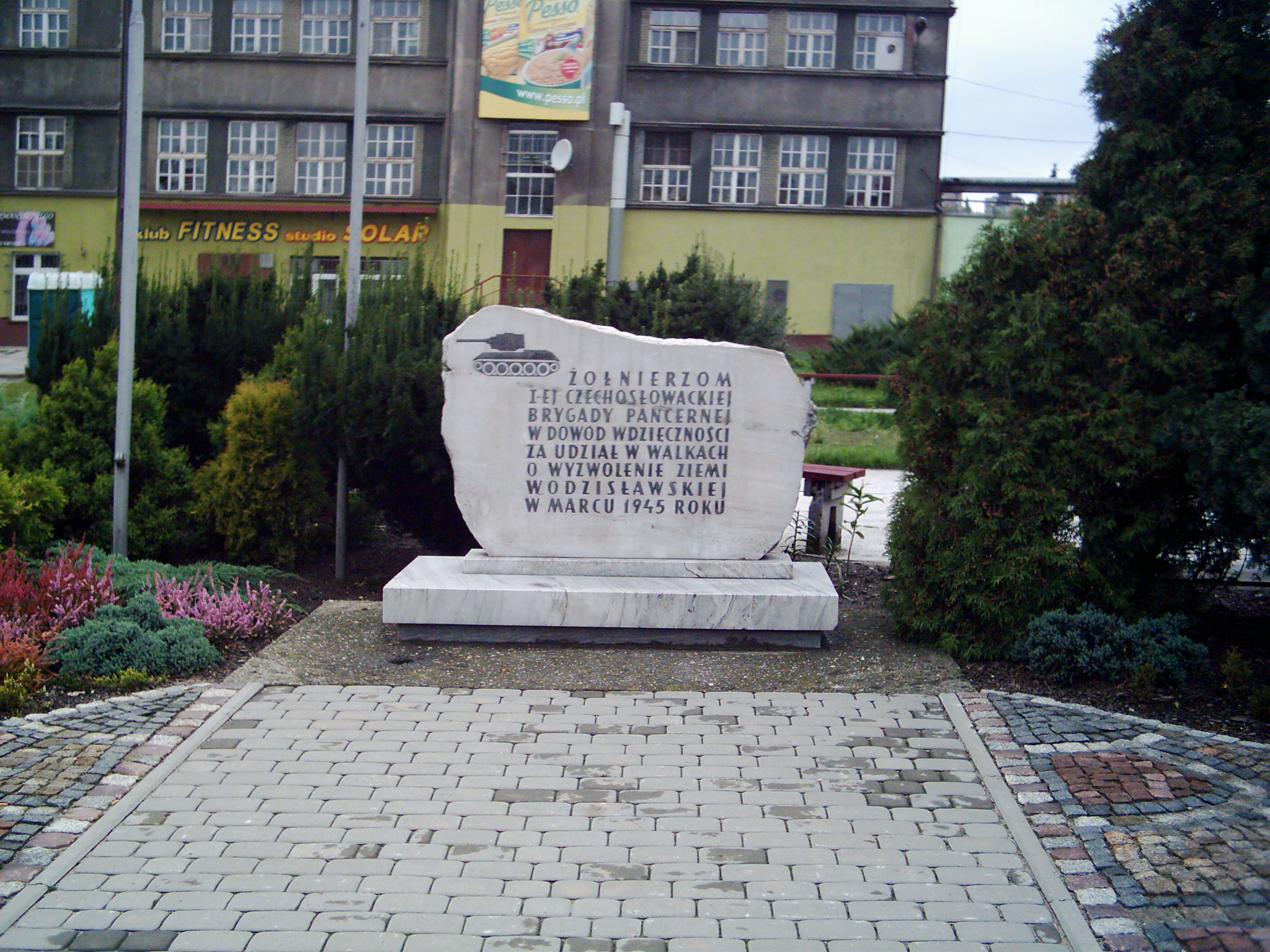
Памятник войнам 1-й чехословацкой отдельной танковой бригады 1-го Чехословацкого армейского корпуса, Силезия, Польша.

1-я чехословацкая отдельная танковая бригада, 1-я отдельная чехословацкая танковая бригада — отдельная танковая бригада 1-го Чехословацкого армейского корпуса Красной Армии ВС Союза ССР, в годы Великой Отечественной войны.
1-я отдельная чехословацкая танковая бригада 1-го Чехословацкого армейского корпуса в РККА была сформирована 10 августа 1944 года, в составе управления, трёх танковых и одного мотострелкового батальонов. 1 октября 1945 года 1-я чехословацкая отбр была переформирована в 1-й танковый корпус ВС ЧССР.

## История
После поражения Чехословакии от Германии и Польши, в продолжении этих конфликтов, в марте 1939 года, произошла оккупации Чехословакии нацистской Германией и её вооружённые силы были расформированы. 27 сентября 1941 года между Союзом ССР и эмигрировавшим из страны правительством Чехословакии был подписан договор о военном сотрудничестве, в соответствии с которым на территории Советского Союза началось сформирование чехословацких воинских частей и соединений для борьбы с нацизмом.
История этого формирования началась в феврале 1943 года, когда, было принято решение в СССР собрать деньги на покупку танков для 1-го чехословацкого танкового батальона. С 9 мая по 15 сентября 1943 года 1-й чехословацкий отдельный пехотный батальон в Новохопёрске развернули в бригаду. Приказом по бригаде № 38 все танки свели в танковый батальон (tankovy prapor). Он состоял из роты средних танков (Т-34) и двух рот легких танков (Т-70). Командиром батальон был назначен подполковник Густав Кратки (Gustav Kratky (Krautstegel)).
Первые 5 Т-34-76, принятые 4 сентября 1943 года были с завода № 112 «Красное Сормово» и имели номера машин: 3080059, 3080425, 3080475, 3080476, 3081340. Еще 5 были получены из Тамбовского ТВЛ, номера машин: 21227, 34270, 212906, 210101, 34277. Все танки были с шестигранными башнями.
30 сентября 1943 года — специальным указом № 91 все десять танков получили свои наименования: «Ян Жижка» (Zizka), «Яношик» (Janosik), «Подкарпатский партизан» (Пiткарпатський партизан), «Соколово» (Sokolovo), «Лидице» (Lidice), «Лежаки» (Lezaky), «Капитан Ярош» (Kapitan Jaros), «Бахмач», «Зборов», «Прага» (Praha).
К моменту отправки будущей танковой бригады на фронт в ней насчитывалось: 12 офицеров, 4 сержанта и 252 унтер-офицеров и солдат, всего 341 человек.
1-я отдельная чехословацкая бригада, вместе с чехословацким танковым батальоном приняла боевое крещение 5 ноября 1943 года в боях под Киевом. В боях с ноября 1943 года по январь 1944 года батальон потерял 4 Т-34-76: № 212906, 3080476, 3081340 были подбиты немцами, а № 3080425 утонул в реке Верхний Тикич. Два танка, номера машин: № 310356, 3113672 были получены для восполнения потерь.
В январе 1944 года 1-ю чехословацкую отдельную бригаду отвели в тыл на переформирование (а как потом выяснилось для преобразования в армейский корпус), а материальную часть пришлось передать советским танковым соединениям, как это было принято при переформировании в РККА ВС Союза ССР. В танковом батальоне были оставлены только два танка Т-34-76: № 3080475 и 311367 (по другим данным это были танки: 310356 и 201276, но в любом случае это были танки с завода № 183) для обучения новых танковых экипажей.
С 7 марта по 10 апреля 1944 года в Ровенской области бригаду, за счёт мобилизации русинов, чехов и словаков, проживающих на Волыни в УССР развернули в армейский корпус. Подвергся реорганизации и танковый батальон, который 1 апреля 1944 года приказом № 3 по 1-й отдельной чехословацкой бригаде был развернут в танковый полк (1. ceskoslovensky tankovy pluk). Танковый полк имел несколько иную структуру, нежели аналогичные советские полки. Полк состоял из двух танковых батальонов Т-34, подразделения САУ, моторизованного батальона автоматчиков, тыла и технической части. Следовательно, этот полк по сути был недоразвернутой танковой бригадой, усиленной самоходной артиллерией. Для обучения личного состава в апреле 1944 года из Саратовского танкового училища были получены два Т-34-76 (№ 064109 и № 34470). Танковый полк, так и не был укомплектован материальной частью полностью.
10 августа 1944 года (по другим данным 25 июля 1944 года, скорее всего неверным) Приказом № 22 командира корпуса Людвика Свободы танковый полк был развёрнут в отдлельную танковую бригаду (1. Ceskoslovenska samostatna tankova brigada).
К своему боевому крещению, в Карпатско-Дуклинской операции, бригада не была укомплектована ни нужным количеством танков, ни личным составом. В ней насчитывалось — 926 человек (недоставало — 419 человек, а всего по штату — 1 345 человек). А бронетехники всего 11 Т-34 и три Т-70 и две САУ. Причем все Т-34-76 поступили из ремонта: 6 танков (№ 305203, 308167, 306136, 0311220, 38166, 310406) с ПТРЗ № 5 в Перемышле (Пшемысле) и 5 танков (№ 38653, 308122, 37213, 311155, 354281) с ОРВБ № 171.
В боях на Дуклинском перевале было потеряно безвозвратно 4 Т-34-76 (№ 38653, 311367, 3080475, 311155), а 2 Т-34-76 (№ 064109, № 0311220) сильно поврежденных были отправлены на ПТРЗ № 5 — в ремонт. В январе 1945 года в бригады прибыли 2 Т-34-76 (№ 308167 и № 34470) с ПТРЗ № 132.
В начале февраля 1945 года соединение укомплектовали в соответствии со штатом — 63 основных танка, плюс 4 учебных. Среди 59 вновь прибывших танков было 52 Т-34-85 и 7 Т-34-76 (№ 30639, 40446, 41198, 43114, 310211, 311610, 0401157). Танки с 76-мм орудием прибыли с Брянского танко-ремонтного завода и были включены в состав 1-го танкового батальона. К концу марта 1945 года танковое формирование насчитывало 1 528 человек личного состава. (включая учебный танковый батальон — 116 солдат и офицеров) и 52 Т-34-85, 12 Т-34-76, 1 Т-70 и 2 СУ-85.
С 24 марта 1945 года танковая бригада принимала активное участие в Моравско-Остравской операции.
В Пражской наступательной операции бригада участвовала в освобождении ряда чешских городов и к вечеру 9 мая 1945 года вошла в столицу — Прагу.
17 мая 1945 года состоялся парад в есть победы, в котором участвовали танки ИС-2.
Уже после войны 1 октября 1945 года бригада послужила базой для создания 1-го чехословацкого танкового корпуса Народной армии.
Танки танковой бригады
- Одна из СУ-85 носила имя капитана Отакара Яроша (Otakar Jaros), погибшего в боях за село Соколово в 1943 г.

Танковые экипажи
Командирский танк «Жижка», танки подпоручика Писарскы, ротного Мирослава Гехта, ротного Ясиока, четаржа Тоушки, четаржа Вавры, десятников Несухы и Бидзилы
танковый взвод, которым командовал подпоручик Лумир Писарскы, один из самых молодых, но наиболее отважных и сообразительных офицеров. Четарж Васил Кобулей, механик-водитель танка.

## Боевой и численный состав
| была переформирована по штатам № 010/500-010/506. - Управление бригады (штат № 010/500) - 1-й отд. танковый батальон (штат № 010/501) - 2-й отд. танковый батальон (штат № 010/501) - 3-й отд. танковый батальон (штат № 010/501) - 4-й отд. танковый батальон, организован 29.03.1945 г. - Моторизованный батальон автоматчиков (штат № 010/502) - Зенитно-пулеметная рота (штат № 010/503) - Рота управления (штат № 010/504) - Рота технического обеспечения (штат № 010/505) - Медико-санитарный взвод (штат № 010/506) - Рота связи - Разведывательная рота (реорганизована 19.02.1945 в разведывательный взвод) Численный состав: \| Дата, на которую приходятся данные \| личный состав, чел \| тип бронетехники \| тип бронетехники \| тип бронетехники \| тип бронетехники \| тип бронетехники \| \| Дата, на которую приходятся данные \| личный состав, чел \| Т-70 \| Т-34-76 \| Т-34-85 \| СУ-85 \| БА-64 \| \| на 01.09.1944 \| 926 \| 2 \| 4 \| 3 \| 1 \| - \| \| на 30.09.1944 \| \| 5 \| 15 \| 3 \| 3 \| - \| \| на 09.10.1944 \| \| 2 (1) \| 6 (4) \| \| 2 \| \| \| на 10.10.1944 \| \| 3 \| 7 (3) \| \| 2 \| \| \| на 01.01.1945 \| 1 195 \| \| \| \| \| \| \| на 19.02.1945 \| 1 470 \| \| \| \| \| \| \| на 23.02.1945 \| \| 1 \| 14 \| 52 \| 2 \| 6 \| \| на 28.02.1945 \| 1 528 \| \| \| \| \| \| \| Всего поступило до 09.05.1945 \| Всего поступило до 09.05.1945 \| 5 \| 22 \| 56 \| 2 \| 6 \| |                               |                  |                  |                  |                  |                  |
| Дата, на которую приходятся данные | личный состав, чел            | тип бронетехники | тип бронетехники | тип бронетехники | тип бронетехники | тип бронетехники |
| Дата, на которую приходятся данные | личный состав, чел            | Т-70             | Т-34-76          | Т-34-85          | СУ-85            | БА-64            |
| на 01.09.1944 | 926                           | 2                | 4                | 3                | 1                | -                |
| на 30.09.1944 |                               | 5                | 15               | 3                | 3                | -                |
| на 09.10.1944 |                               | 2 (1)            | 6 (4)            |                  | 2                |                  |
| на 10.10.1944 |                               | 3                | 7 (3)            |                  | 2                |                  |
| на 01.01.1945 | 1 195                         |                  |                  |                  |                  |                  |
| на 19.02.1945 | 1 470                         |                  |                  |                  |                  |                  |
| на 23.02.1945 |                               | 1                | 14               | 52               | 2                | 6                |
| на 28.02.1945 | 1 528                         |                  |                  |                  |                  |                  |
| Всего поступило до 09.05.1945 | Всего поступило до 09.05.1945 | 5                | 22               | 56               | 2                | 6                |

| Дата, на которую приходятся данные | личный состав, чел            | тип бронетехники | тип бронетехники | тип бронетехники | тип бронетехники | тип бронетехники |
| Дата, на которую приходятся данные | личный состав, чел            | Т-70             | Т-34-76          | Т-34-85          | СУ-85            | БА-64            |
| на 01.09.1944                      | 926                           | 2                | 4                | 3                | 1                | -                |
| на 30.09.1944                      |                               | 5                | 15               | 3                | 3                | -                |
| на 09.10.1944                      |                               | 2 (1)            | 6 (4)            |                  | 2                |                  |
| на 10.10.1944                      |                               | 3                | 7 (3)            |                  | 2                |                  |
| на 01.01.1945                      | 1 195                         |                  |                  |                  |                  |                  |
| на 19.02.1945                      | 1 470                         |                  |                  |                  |                  |                  |
| на 23.02.1945                      |                               | 1                | 14               | 52               | 2                | 6                |
| на 28.02.1945                      | 1 528                         |                  |                  |                  |                  |                  |
| Всего поступило до 09.05.1945      | Всего поступило до 09.05.1945 | 5                | 22               | 56               | 2                | 6                |

| Дата       | Место                                                             |
| 11.05.1944 | Киверце — Каменец-Подольский — Русов (Польша), переброска по ж.д. |
| 29.07.1944 | Палагиче                                                          |
| 20.09.1944 | Пржемышль, Барыщ, Бобрка, Дукла                                   |
| 26.09.1944 | Збойска                                                           |
| 07.10.1944 | Нижни Комарник (Словакия)                                         |
| 27.12.1944 | Вола Нижна (Польша) 2-й тб, 3-й тб — Бобрка 1-й тб                |
| 15.01.1945 | Ясло 1-й тб                                                       |
| 20.01.1945 | река Ондава (Словакия), Буковце                                   |
| 18.02.1945 | Кежмарок, Ласек/Килькучево (Польша)                               |
| 28.02.1945 | Вадовице                                                          |
| 06.03.1945 | Бествины                                                          |
| 08.03.1945 | Лигота                                                            |
| 19.03.1945 | Сушец-Браница                                                     |
| 26.03.1945 | Водзислав                                                         |
| 30.03.1945 | Щизовице                                                          |
| 07.04.1945 | Погрзебен                                                         |
| 15.04.1945 | Пьетровице Вьелки                                                 |
| 17.04.1945 | Альбертовец (Чехия), Болатице                                     |
| 30.04.1945 | Острава                                                           |
| 06.05.1945 | Фулнек                                                            |
| 10.05.1945 | Прага                                                             |
| 10.05.1945 | Острава                                                           |

|      | в наступлении | в обороне | в резерве Ставки ВГК | в резерве фронта | в резерве армии/корпуса | во 2-м эшелоне | в 3-м эшелоне |
| 1941 |               |           |                      |                  |                         |                |               |
| 1942 |               |           |                      |                  |                         |                |               |
| 1943 |               |           |                      |                  |                         |                |               |
| 1944 |               |           |                      |                  |                         |                |               |
| 1945 |               |           |                      |                  |                         |                |               |

| Дата       | Место                                                             |
| 11.05.1944 | Киверце — Каменец-Подольский — Русов (Польша), переброска по ж.д. |
| 29.07.1944 | Палагиче                                                          |
| 20.09.1944 | Пржемышль, Барыщ, Бобрка, Дукла                                   |
| 26.09.1944 | Збойска                                                           |
| 07.10.1944 | Нижни Комарник (Словакия)                                         |
| 27.12.1944 | Вола Нижна (Польша) 2-й тб, 3-й тб — Бобрка 1-й тб                |
| 15.01.1945 | Ясло 1-й тб                                                       |
| 20.01.1945 | река Ондава (Словакия), Буковце                                   |
| 18.02.1945 | Кежмарок, Ласек/Килькучево (Польша)                               |
| 28.02.1945 | Вадовице                                                          |
| 06.03.1945 | Бествины                                                          |
| 08.03.1945 | Лигота                                                            |
| 19.03.1945 | Сушец-Браница                                                     |
| 26.03.1945 | Водзислав                                                         |
| 30.03.1945 | Щизовице                                                          |
| 07.04.1945 | Погрзебен                                                         |
| 15.04.1945 | Пьетровице Вьелки                                                 |
| 17.04.1945 | Альбертовец (Чехия), Болатице                                     |
| 30.04.1945 | Острава                                                           |
| 06.05.1945 | Фулнек                                                            |
| 10.05.1945 | Прага                                                             |
| 10.05.1945 | Острава                                                           |

|      | в наступлении | в обороне | в резерве Ставки ВГК | в резерве фронта | в резерве армии/корпуса | во 2-м эшелоне | в 3-м эшелоне |
| 1941 |               |           |                      |                  |                         |                |               |
| 1942 |               |           |                      |                  |                         |                |               |
| 1943 |               |           |                      |                  |                         |                |               |
| 1944 |               |           |                      |                  |                         |                |               |
| 1945 |               |           |                      |                  |                         |                |               |

## Награды и почетные наименования
Бригада имела следующие награды и почетные наименования:
| Награда                                                       | № приказа (указа) и дата              | Краткое описание боевых заслуг |
| Благодарность ВГК                                             | Приказ ВГК № 241, от 23.04.1945       | за освобождение г. Опава |
| Чехословацкий военный крест 1939                              |                                       | за освобождение г. Острава |
| Чехословацкая медаль «За храбрость перед врагом»              |                                       | за освобождение г. Острава |
| Орден Суворова II степени                                     | Указ Президиума ВС СССР от 28.05.1945 | За образцовое выполнение заданий командования в боях с немецкими захватчиками при овладении городами Моравская Острава, Жилина и проявленные при этом доблесть и мужество |
| Чехословацкий военный орден Белого льва «За победу» I степени |                                       | |